# El Edén (Orellana)
El Edén ist eine Ortschaft und eine Parroquia rural („ländliches Kirchspiel“) im Kanton Francisco de Orellana der ecuadorianischen Provinz Orellana. Sitz der Verwaltung ist El Edén, 100 km östlich der Provinzhauptstadt Puerto Francisco de Orellana am Südufer des Río Napo gelegen. Die Parroquia besitzt eine Fläche von 869,6 km². Die Einwohnerzahl lag im Jahr 2010 bei 900. Die Parroquia wurde am 20. Juli 1998 mittels Gesetz N°119 gegründet und am 30. Juli 1998 im Registro Oficial N°372 bekannt gemacht.

## Lage
Die Parroquia El Edén liegt im Amazonastiefland. Ein knapp 40 km langer Flussabschnitt des Río Napo begrenzt das Verwaltungsgebiet im Norden. Im Süden wird die Parroquia vom Río Tiputini begrenzt. Die Längsausdehnung in Nord-Süd-Richtung beträgt etwa 22 km.
Die Parroquia El Edén grenzt im Norden an die Provinz Sucumbíos mit den Parroquias Limoncocha und Pañacocha (beide im Kanton Shushufindi), im Osten an die Parroquia Capitán Augusto Rivadeneira, im Süden an die Parroquia Cononaco (Kanton Aguarico) sowie im Westen an die Parroquia Alejandro Labaka.

## Ökologie
Der äußerste Südwesten der Parroquia liegt innerhalb des Nationalparks Yasuní.